# IC 3806
IC 3806 ist eine Spiralgalaxie vom Hubble-Typ Sa im Sternbild Haar der Berenike am Nordsternhimmel. Sie ist schätzungsweise 61 Millionen Lichtjahre von der Milchstraße entfernt und hat einen Durchmesser von etwa 30.000 Lichtjahren. 

Im selben Himmelsareal befindet sich u. a. die Galaxie NGC 4710.
Das Objekt wurde am 5. Mai 1904 von Royal Harwood Frost entdeckt.